# Щепець (Палкінський район)
Щепець (рос. Щепец) — присілок в Палкінському районі Псковської області Російської Федерації.
Населення становить 16 осіб. Входить до складу муніципального утворення Палкінська волость.

## Історія
Від 2015 року входить до складу муніципального утворення Палкінська волость.

## Населення
| 2001 | 2002 | 2010 | 2012 | 2016 |
| ---- | ---- | ---- | ---- | ---- |
| 10   | ↗11  | →11  | ↗15  | ↗16  |